# Tom Lawton
Pour les articles homonymes, voir Lawton.
Thomas Anthony Lawton, né le 27 novembre 1962 à Darwin, est un ancien joueur de rugby à XV australien, qui jouait avec l'équipe d'Australie au poste de talonneur.

## Carrière
Il a effectué son premier test match le 13 novembre 1983  contre l'équipe de France et son dernier test match fut le 15 juillet 1989 contre les Lions britanniques.
Il a fait partie d’une fameuse équipe d'Australie qui fut invaincue contre les équipes britanniques pendant sa tournée de 1984.
En 1989, il a disputé deux matchs avec le XV mondial contre l'équipe d'Afrique du Sud.

## Palmarès
- Nombre de matchs avec l'Australie : 41
- Sélections par année : 2 en 1983, 8 en 1984, 4 en 1985, 7 en 1986, 9 en 1987, 8 en 1988, 3 en 1989